# Текнолохико
Эстадио Текнолохико (исп. Estadio Tecnológico) — бывший многофункциональный стадион, находившийся в городе Монтеррей (Мексика). Располагался на территории кампуса Монтеррейского технологического института. С 1950 по 2017 год здесь проводились игры по футболу и американскому футболу.
В 2017 году стадион снесли. Он был заменён на «Эстадио Боррегос», строительство которого завершилось в апреле 2019 года. Новый стадион на 10 000 мест стал домашним для студенческой команды по американскому футболу. В то же время футбольный клуб «Монтеррей» переехал на BBVA Bancomer.

## История
Строительство нового стадиона для команды по американскому футболу «Боррегос Сальвахес» началось в августе 1949 года. Общественность собрала полмиллиона песо за 17 дней, чтобы начать строительство.
Стадион был официально открыт 17 июля 1950 года президентом Мексики Мигелем Алеманом Вальдесом. Первоначально он вмещал 20 000 зрителей. В 1965 году была добавлена новая верхняя трибуна с западной стороны, чтобы увеличить вместимость до 33 600 человек. Это расширение было отмечено футбольным матчем между «Монтерреем» и «Войводиной», чемпионами Югославии, который местные футболисты выиграли со счетом 2:1.
«Подкова» с северной стороны была добавлена в 1986 году, чтобы увеличить вместимость стадиона до 38 000 мест для использования на чемпионате мира по футболу. В начале 1990-х годов были установлены новые сиденья, которые уменьшили вместимость до привычного уровня.
В 1991 году на стадионе «Текнолохико» была проложена первая в Мексике легкоатлетическая дорожка с тартаном. Оригинальный синий трек был заменён на более традиционный красный цвет в 2002 году.
К середине 2000-х, когда «Текнолохико» был вторым по возрасту стадионом в Лиге MX после столичного «Асуля», а менеджер Мигель Эррера объявил его «устаревшим», «Монтеррей» начал изучать планы по строительству нового стадиона. Администрация компании FEMSA, которой принадлежал клуб, сообщила, что, хоть они и предоставили планы в Монтеррейский технологический институт, чтобы добавить 8000 мест за счет уменьшения поля и удаления легкоатлетической дорожки, они не были одобрены, и поэтому они начали планировать строительство нового стадиона на месте, известном как Ла Пастора. Кроме того, предлагаемое расширение усугубило бы и без того неприятную ситуацию с парковкой в этом районе и могло бы повлиять на вид из главных секторов стадиона.
В феврале 2014 года было объявлено, что стадион будет снесён после того, как его крупнейший арендатор «Монтеррей», переехал на BBVA Bancomer в 2015 году. Стадион должен был освободить место для проекта городской реконструкции, известного как Distrito Tec, который включал в себя новые академические здания для института, новый спортивный комплекс, известный как Centro Deportivo Borrego, и новый стадион для американского футбола, домашний для студенческой команды «Боррегос Сальвахес». Снос при этом был отложен на 2017 год. Во время мартовского мероприятия флаг Боррегоса был спущен, чтобы снова подняться на церемонии открытия нового стадиона, запланированного на 6 сентября 2018 года, приуроченного к 75-летию технологического института. В рамках проекта заложено поле с искусственным покрытием для временного сооружения, на котором «Боррегос Сальвахес» провёл сезон 2017 года.
29 апреля 2017 года стадион снова был открыт посетителям для церемонии прощания, на которой присутствовало более 12 000 человек. Два женских футбольных матча 10 июня, один между национальными сборными Мексики и Венесуэлы, а также товарищеский матч между женскими командами «Тигрес» и «Монтеррей», стали заключительными событиями, проведёнными на стадионе перед сносом 29-го числа.

### Чемпионат мира по футболу 1986
Состоялись 3 матча группового турнира: 3 июня Португалия-Англия 1:0, 7 июля Англия-Марокко 0:0 и 12 июня Испания-Алжир 3:0

## Другие события
- Чемпионат мира по футболу среди молодёжных команд 1983
- 7 финалов Чемпионата Мексики
- Финал Кубка Мексики 1992
- 3 финала Лиги чемпионов КОНКАКАФ (2011—2013)
- Концерты Bon Jovi (New Jersey Syndicate Tour), U2 (Vertigo Tour), The Black Eyed Peas (The E.N.D. World Tour)